# Producción de hidrógeno
La producción de hidrógeno (más precisamente, de dihidrógeno) se realiza mediante diversos métodos que, interviniendo sobre compuestos, separan el elemento hidrógeno de otros elementos químicos, como el carbono (en los combustibles fósiles) o el oxígeno (en el caso del agua), con los que forma dichos compuestos. 
El hidrógeno tradicionalmente se extrae de los combustibles fósiles (habitualmente hidrocarburos compuestos de carbono e hidrógeno) por medio de procesos químicos. 
El hidrógeno también puede obtenerse del agua por medio de producción biológica en un biorreactor de algas, o usando electricidad (por electrólisis - electrólisis del agua), o por procedimientos químicos (por reducción química) o por calor (por termólisis). Estos métodos se encuentran menos desarrollados en comparación con la generación de hidrógeno a partir de hidrocarburos, pero están aumentando, ya que sus bajas emisiones de dióxido de carbono permiten luchar contra el efecto invernadero y el calentamiento mundial (el actual cambio climático). El descubrimiento y desarrollo de métodos más baratos de producción masiva de hidrógeno acelerará el establecimiento de la denominada economía de hidrógeno.

## A partir de hidrocarburos
El hidrógeno puede ser generado del gas natural con aproximadamente 80 % de eficiencia, o de otros hidrocarburos con una eficiencia variable. El método de conversión basado en hidrocarburos libera dióxido de carbono (CO2). Puesto que la producción se concentra en una sola planta, es posible separar el CO2 y encargarse del mismo, por ejemplo inyectándolo en una reserva de petróleo o gas (ver captura y almacenamiento de carbono), aunque esto no se hace en la mayoría de los casos. 
Un proyecto de inyección de dióxido de carbono ha sido iniciado por la compañía StatoilHydro de Noruega en el Mar del Norte, en el campo de gas Sleipner. Sin embargo, aun si el dióxido de carbono no es capturado, la producción total de hidrógeno a partir de gas natural y su uso en un vehículo de hidrógeno, solo emite la mitad del dióxido de carbono que generaría un automóvil a gasolina. Aunque debe tenerse en cuenta que esto se debe a que la gasolina se compone de cadenas de carbono (...C-C-C...), que al quemarse da CO2, mientras que el gas natural (casi todo CH4) contiene porcentualmente mucho más hidrógeno, que al quemarse da agua (H2O). Es decir, la reducción de emisiones de gases de efecto invernadero no se produce por utilizar hidrógeno en la mitad del proceso, sino por emplear gas natural al inicio. Se lograría una reducción de emisiones incluso mayor si el vehículo fuera de gas natural en vez de hidrógeno.

### Reformado con vapor
El hidrógeno producido en masa para fines industriales, suele obtenerse por reformado con vapor de agua del gas natural. A altas temperaturas (700–1100 °C), el vapor de agua (H2O) reacciona con el metano (CH4) produciendo syngas (gas natural sintético).
CH4 + H2O → CO + 3 H2 - 191,7 kJ/mol
El calor requerido para el proceso es generalmente proporcionado al quemar una parte del metano.

### Monóxido de carbono

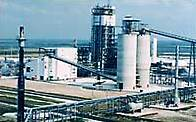
Gasificación

Se puede obtener hidrógeno adicional al agregar más agua por medio de la reacción del vapor de agua con el monóxido de carbono que requiere una menor temperatura (aproximadamente 130 °C):
CO + H2O → CO2 + H2 - 40,4 kJ/mol
Esencialmente, el átomo de oxígeno (O) es separado del vapor de agua adicional para oxidar el CO en CO2. Esta oxidación también provee la energía para continuar con la reacción.

### Proceso de Kværner
El Proceso de Kværner o Proceso de Kvaerner de negro de carbón e hidrógeno (CB&H) es un método, desarrollado en la década de 1980 por una compañía noruega del mismo nombre, para la producción de negro de carbón e hidrógeno a partir de hidrocarburos (CnHm), como el metano, el gas natural o el biogás. De la energía disponible, aproximadamente el 48% es contenida en Hidrógeno, 40% en carbón activado y 10% en vapor sobrecalentado.
El perfeccionamiento del proceso de pirólisis de metano permitió su aplicación a gran volumen y bajo coste. La pirólisis del metano es una forma de hidrógeno turquesa con la siguiente ecuación de reacción.
CH4 → C + 2 H2 + 74,8 kJ/mol

### Carbón
El carbón puede ser convertido en gas de síntesis (hidrógeno + monóxido de carbono en cantidades variables a través de la gasificación del carbón.

### Producción de hidrógeno por fermentación
La producción de hidrógeno por fermentación es la conversión de materia orgánica en biohidrógeno por un diverso grupo de bacterias mediante enzimas en un proceso de tres pasos similar a la digestión anaeróbica. La fermentación sin presencia de luz, como su nombre indica, no requiere luz, así que permite una producción de hidrógeno constante en el tiempo a partir de compuestos orgánicos. La fotofermentación difiere de la anterior porque solo se realiza en presencia de luz. Por ejemplo, al usar Rhodobacter sphaeroides SH2C puede usarse para convertir pequeños ácidos grasos en hidrógeno. La electrohidrogénesis se utiliza en células de combustible microbiano.

## A partir de agua

### Producción biológica
El biohidrógeno puede producirse en un biorreactor de algas. A finales del período 1990-2000 se descubrió que, si a las algas se les priva de azufre, cambiarán de producir oxígeno —la fotosíntesis normal— a la producción de hidrógeno.
La producción es económicamente viable al traspasar la barrera del 7-10 % de conversión de la luz solar en hidrógeno.
El biohidrógeno puede producirse en biorreactores que utilizan materias primas distintas de las algas, siendo las más comunes los residuos. El proceso consiste en que las bacterias se alimentan de hidrocarburos y exhalan hidrógeno y CO2. El CO2 puede ser extraído por varios métodos, dejando solo hidrógeno. Un prototipo de biorreactor de hidrógeno que utiliza residuos como materia prima está en funcionamiento en la fábrica de zumo de uva Welch's de North East (Pensilvania).

### Electrólisis

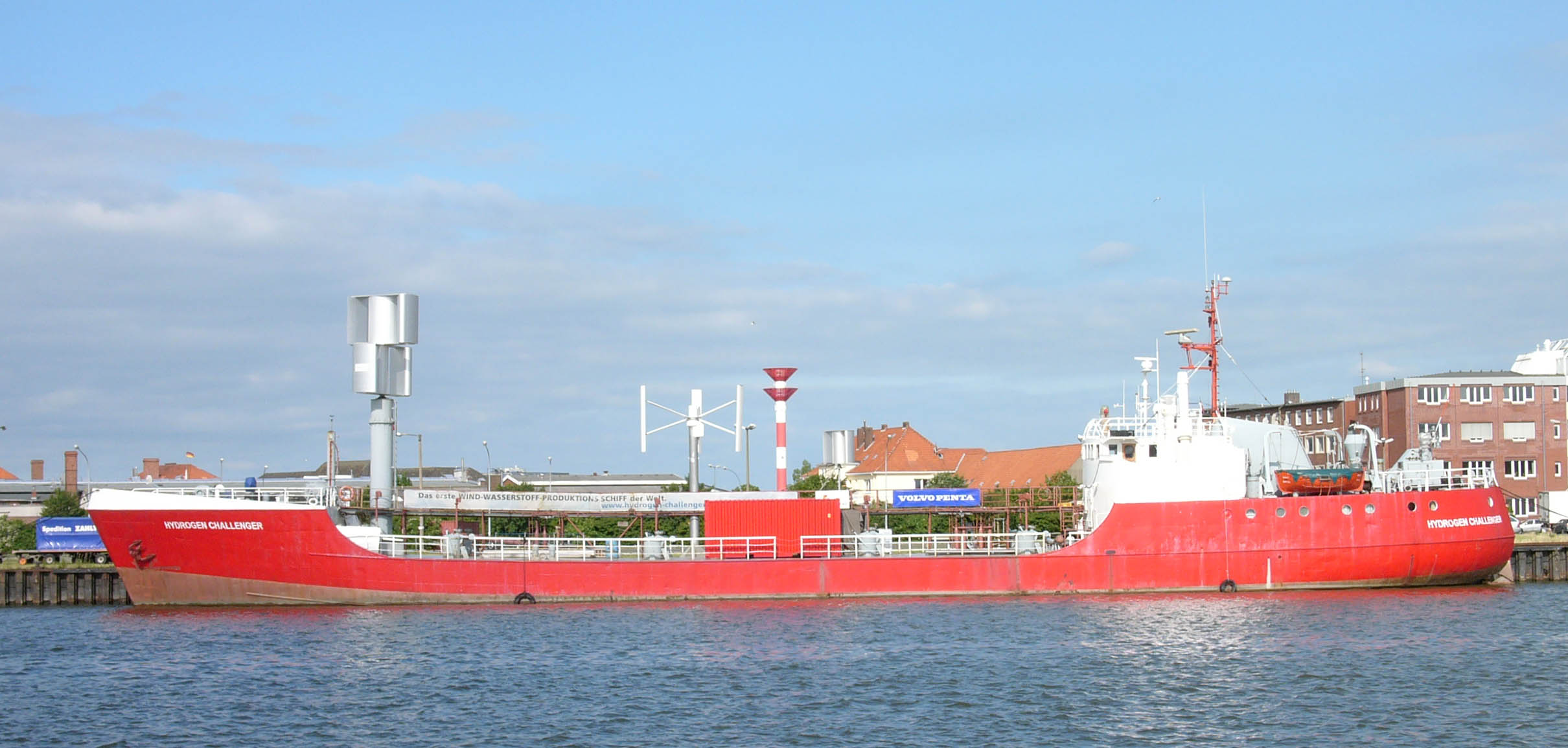
Barco Hydrogen Challenger, que se propulsa con hidrógeno producido por electrólisis

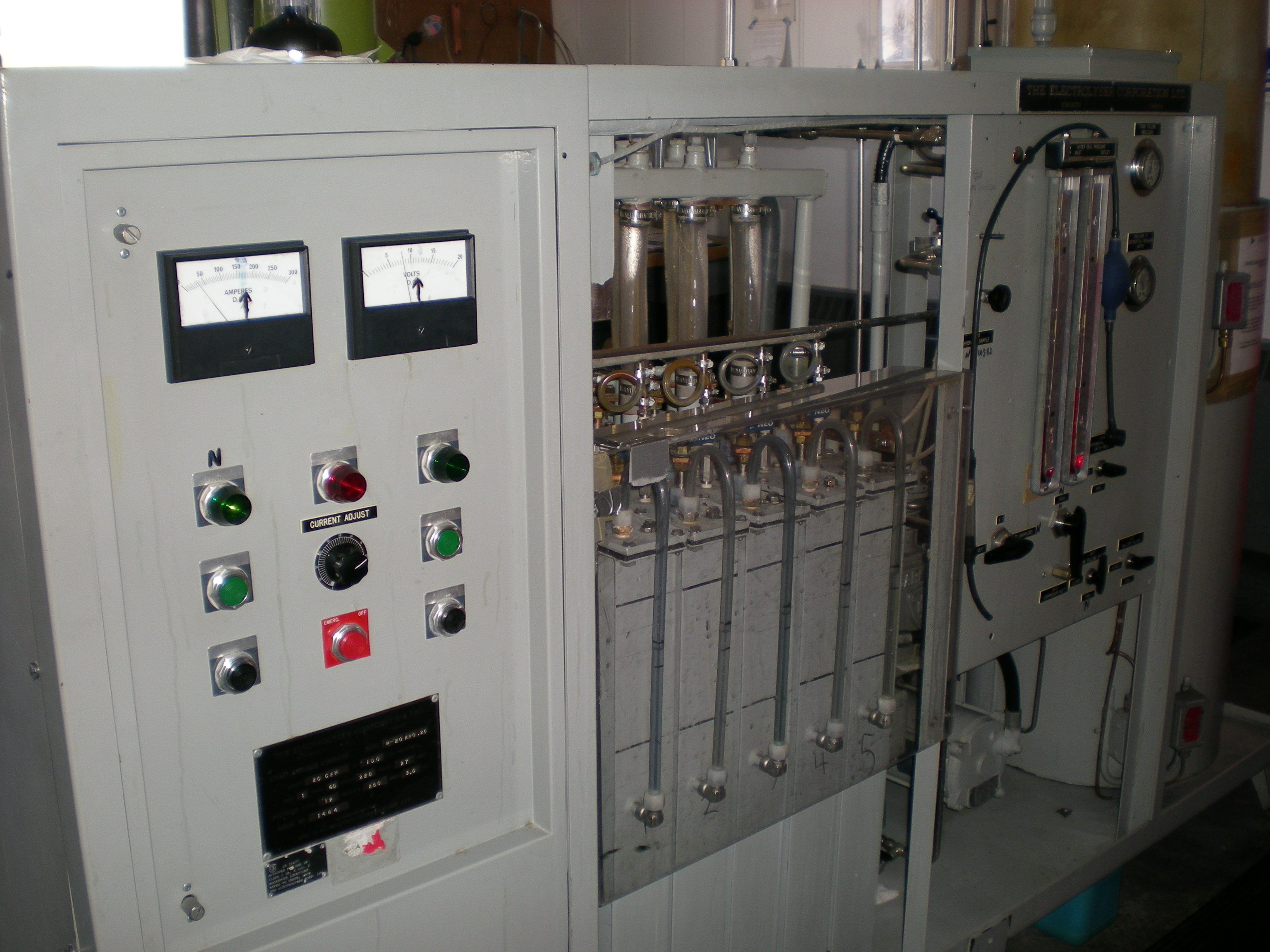
Frontal de un electrolizador, con el panel eléctrico en primer plano

El hidrógeno también puede producirse por una vía química directa utilizando la electrólisis. Con un suministro de energía eléctrica renovable, como la hidroeléctrica, las turbinas eólicas o las células fotovoltaicas, la electrólisis del agua permite producir hidrógeno sin contaminar ni emitir gases de efecto invernadero. Normalmente la electricidad consumida es más valiosa que el hidrógeno producido, por lo que este método no ha sido muy utilizado en el pasado, pero la importancia de la electrólisis a alta temperatura está creciendo y el hidrógeno se considera un vector energético fundamental en estos momentos de emergencia climática. La electrólisis se puede usar también para almacenar, en forma de H2, energía renovable cuando hay más producción (por viento o sol) que demanda de la red eléctrica. 

#### Fotoelectrólisis
Utilizar la electricidad producida por células fotovoltaicas es el sistema más limpio para producir hidrógeno. El agua se fracciona en una célula fotoelectroquímica, un proceso que también se denomina fotosíntesis artificial o fotoelectrocatálisis. La industria fotovoltaica investiga para producir células fotovoltaicas multiunión de mayor eficiencia.

#### Electrólisis a alta temperatura
Si se dispone de una fuente de calor (por ejemplo energía solar térmica, o energía nuclear) es más eficiente realizar la electrólisis del agua calentada a entre 100 °C y 850 °C. El proceso se ha demostrado en laboratorio, pero no se ha trasladado al uso comercial.

### Producción química
Si se utiliza hidróxido sódico (NaOH) como catalizador, el aluminio (Al) y sus aleaciones pueden reaccionar con agua para producir hidrógeno. Aunque la misma reacción puede conseguirse con otros metales, el aluminio está entre los materiales más prometedores, porque es más seguro y fácil de transportar que otros materiales de almacenamiento de hidrógeno, como el borohidruro de sodio.
La reacción inicial (1) consume hidróxido de sodio y produce hidrógeno gaseoso y un aluminato como subproducto. Al alcanzar su punto de saturación, el aluminato se descompone (2) en hidróxido de sodio y un precipitado cristalino of hidróxido de aluminio. Este proceso es similar a las reacciones en el interior de una pila de aluminio. 
(1) Al + 3 H2O + NaOH → NaAl (OH)4 + 1,5 H2
(2) NaAl (OH)4 → NaOH + Al (OH)3
La reacción global se describe en (3). 
(3) Al + 3 H2O → Al (OH)3 + 1,5 H2
En este proceso el aluminio actúa como un almacenamiento de hidrógeno compacto, porque 1 kilogramo (kg) de aluminio teóricamente puede producir hasta 0,111 kg de hidrógeno (o el 11,1 % de su peso). Cuando se emplea en una célula de combustible, ese hidrógeno también puede producir electricidad. Por comparar, otro material de almacenaje de hidrógeno, el borohidruro de sodio, puede almacenar hasta el 10,5 % de su peso en hidrógeno. El Departamento de Energía de los Estados Unidos ha descrito sus objetivos para un dispositivo compacto de almacenamiento de hidrógeno y los investigadores están probando múltiples vías, como utilizar una combinación de aluminio y borohidruro de sodio (NaBH4) para alcanzar estos objetivos.
Como la oxidación del aluminio es exotérmica, estas reacciones pueden darse a bajas temperaturas y presiones, proporcionando así una fuente de hidrógeno estable y compacta. Este proceso de reducción es especialmente adecuado para aplicaciones en lugares remotos, dispositivos móviles o vehículos marinos. Aunque la pasivación del aluminio normalmente frenaría considerablemente la reacción, sus efectos negativos pueden ser minimizados cambiando parámetros como la temperatura, la concentración de álcali (el NaOH), la forma en que se encuentra el aluminio y la composición de la solución. 

### Producción termoquímica
Algunos procesos termoquímicos pueden producir hidrógeno y oxígeno a partir de agua y calor sin usar electricidad. Como en estos procesos la energía que se introduce es en forma de calor, pueden ser más eficientes que la electrólisis de alta temperatura. Esto se debe a que la eficiencia de la producción de electricidad está intrínsecamente limitada. La producción termoquímica de hidrógeno utilizando energía química del carbón o del gas natural generalmente no se considera, porque la vía química directa es más eficiente.
Se han probado cientos de ciclos termoquímicos. Algunos de los más prometedores son:
- ciclo azufre-yodo (S-I)
- ciclo cerio-cloro (Ce-Cl)
- ciclo hierro-cloro (Fe-Cl)
- ciclo magnesio-yodo (Mg-I)
- ciclo vanadio-cloro (V-Cl)
- ciclo cobre-sulfato (Cu-SO4)

Existen variantes "híbridas", que son ciclos termoquímicos con un paso electroquímico:
- ciclo híbrido de azufre
- ciclo cobre-cloro (Cu-Cl)

Para todos los procesos termoquímicos, la reacción global es la descomposición del agua:
{\displaystyle H_{2}O{\text{ }}{\stackrel {Calor}{\rightleftharpoons }}{\text{ }}H_{2}+{1 \over 2}O_{2}}
Los otros elementos químicos que se emplean se reciclan.
Ninguno de estos procesos termoquímicos para producir hidrógeno se ha probado a escala comercial, pero algunos sí a escala de laboratorio.
En noviembre de 2021, el Ministerio de industria y comercio conectó el sistema Afk al proyecto piloto de Jabárovsk para producir 350 000 toneladas de hidrógeno verde planificadas anualmente.

## Otros métodos
- La investigación nanotecnológica de la fotosíntesis puede conducir a una producción solar de hidrógeno más eficiente, con células fotoelectroquímicas.
- La teoría de la tierra hidrogenada (hydridic Earth) sostiene que en el manto terrestre pueden existir grandes cantidades de hidrógeno.[16]